# 長野美郷
長野 美郷（ながの みさと、1986年11月27日 - ）は、日本のタレント、キャスター。所属事務所はセント・フォース。

## 略歴
愛知県西加茂郡三好町（現・みよし市）出身。
愛知県立豊田西高等学校、上智大学経済学部経済学科卒業。
在学中、上智大学放送研究会（SBC）に所属。また、2006年度ミスソフィア、Miss of Miss Campus Queen Contest RITZ賞を受賞。
2009年3月に大学を卒業し、2009年3月30日からフジテレビ『めざましテレビ』の5代目お天気キャスターとしてデビュー。
2014年3月28日をもって『めざましテレビ』のお天気キャスターを卒業。
2014年4月から2018年3月31日まで『めざましどようび』の総合司会を担当した。
2018年1月18日、東京都に住む5歳年上の一般会社員と結婚した。
2019年4月から『BSフジLIVE プライムニュース』の木・金曜日キャスターを担当。本格的な報道番組への初挑戦となる。

## 人物
- 身長157cm。
- 特技はピアノ。母親は元ピアノ講師だったため、青春時代をピアノに注ぎ込み、「愛知県下ピアノ独奏コンクール」で優勝、「ピティナ・ピアノコンペティション中部日本本大会」で優秀賞などの実績を持つ[4]。
- 部活動は小学校でマーチングバンドクラブ（楽器はアルトサックス）、中学校では吹奏楽部（楽器はフルート）に所属していた。
- アナウンス技術関連の資格である、「DJ・MDライセンス」を所持している。
- 2013年 第9回 好きなお天気キャスターランキングにて、めざましお天気キャスターとして皆藤愛子に続き2人目の1位獲得[5]。
- 趣味は和カフェめぐり、ネイルアート。
- 好きな食べ物はマンゴー・チョコレート・冷麺。
- 視力はあまり良くなく中学卒業まではメガネを着用し、高校からはコンタクトを使用している。
- フジテレビの松村未央アナとは同い年で親交があり、松村アナのブログにも登場している[6]。

## 出演

### 現在の出演番組

#### テレビ番組
- BSフジLIVE プライムニュース（2019年4月4日 - ） - 木・金曜日担当キャスター
- プライムオンラインどようび（2024年10月5日 - 、BSフジ）- キャスター

### 過去の出演番組

#### テレビ番組
テレビ局未表記の番組はフジテレビ系列
- ウエンズデー J-POP（2007年4月12日、NHK BS2） - リポーター
- 魁!音楽番付～Vegas～
- 2007年検定
- FILM FACTORY（テレビ東京系列 2007年9月期）- 監督業に挑戦
- 人志松本のすべらない話ザ・ゴールデン（2009年6月27日）- 観覧ゲストとして中田有紀、高樹千佳子と出演
- 本日建国!お台場合衆国 めざまし真夏の大中継スペシャル（2009年7月18日）
- 探そう!ニッポン人の忘れもの第一夜『｢めざましテレビ」×「とくダネ!」合体SP テレビの中の忘れ物を探せ!』（2009年11月20日）
- FNS人気番組対抗!オールスタークイズ（2009年12月12日、2010年7月6日）｢めざましチーム｣として出演
- ペケ×ポン新春スペシャル（2010年1月8日）｢めざましチーム｣として出演
- パナソニックプレゼンツ　汗と涙と感動のロープジャンプEX小学生NO.1決定戦!（2010年4月24日）皆藤愛子と出演
- めざましどようびメガ（2010年7月17日 - 2018年3月31日）
- チャンネルΣ・お台場合衆国突入スペシャル（2010年7月17日）お台場合衆国PRも兼ねてめざましどようびの高見侑里とお天気コラボ
- 情報プレゼンター とくダネ!（2010年8月2日）お台場合衆国PRも兼ねて天達武史気象予報士とお天気コラボ
- 1年1組平成教育学院 来たぞ新学期!チームの絆で目指せ全員合格SP（2011年4月17日）「めざましテレビチーム」として出演
- めざましテレビ（2009年3月30日 - 2014年3月28日）- 5代目お天気キャスター
- めざましテレビ アクア（2014年4月4日 - 2015年3月27日） - 木曜日・金曜日メインキャスター（木曜日は2014年10月2日 - ）
- めざましどようび（2014年4月5日 - 2018年3月31日） - 4代目総合司会[7]
- ニッポン発掘 快傑！テリー塾（2014年7月26日 - 2014年12月28日、BSフジ） - アシスタント
- めざましテレビ（2015年3月31日 - 2016年4月1日） - 「MORE SEVEN」リポーター
- プライムニュース SUPER（2019年4月6日 - ?、BSフジ）
- ぎおん柏崎まつり海の大花火大会（2024年7月26日、BSフジ）- 司会（数年前から毎年担当）

#### ラジオ番組
- 〜今日も一日〜 Good Job ニッポン（2013年10月4日 - 2014年3月28日、ニッポン放送）- 金曜パーソナリティー
- Tokyo Brilliantrips（2015年10月1日 - 2019年6月28日、InterFM897） - メインパーソナリティ [8]
- oggi otto Music Shampoo（2024年4月7日 - 2025年3月30日、TOKYO FM） - メインパーソナリティー

### 映画
- HERO（2015年7月18日公開） - 川端可憐 役

### CM
- タケダ ベンザブロックSプラス「長野さんのかぜ」篇（2014年）

### その他
- セントフォース×ベビースターラーメン「恋（濃い）するチキン味（てりやき風味）」（2016年8月、おやつカンパニー）

## 作品

### CD
- Talk & Reading やわらぎ〜from me to you〜（2011年、ユニバーサルミュージック）

### 写真集
- ケ・セラ・セラ2009→2013（2013年11月29日、小学館）ISBN 978-4096820865